# Convenio de Ramsar
La Convención de Ramsar relativa a los Humedales de Importancia Internacional, especialmente como Hábitat de Aves Acuáticas, es un tratado internacional para la conservación y el uso sostenible de los Sitios Ramsar, También se conoce como la Convención sobre los Humedales. Su nombre se debe a la ciudad de Ramsar, capital de la Provincia de Mazandarán, Persia, donde se firmó la convención el 2 de febrero de 1971, entrando en vigor el 21 de diciembre de 1975. 
Corresponde a un tratado o convenio internacional multilateral, sobre conservación y uso sostenible de humedales. Ha tenido dos actualizaciones; Paris (1982) y Regina (1987). 
Su objetivo principal es la conservación y el uso racional de los humedales mediante acciones locales, regionales y nacionales y gracias a la cooperación internacional, como contribución al logro de un desarrollo sostenible en todo el mundo.
La Convención de Ramsar declara y protege humedales de importancia internacional. Habitualmente se les llama Sitio Ramsar. Son requisitos de la declaratoria: que el humedal esté en un país que adhirió a la Convención y que cumpla con alguno de los nueve criterios.
Desde la década del 2000 aumentaron significativamente la cantidad de humedales y la superficie protegidas, por la Convención Ramsar. Hasta abril del año 2025, hay 173 estados miembros (o países) que han adherido al Convenio. La lista de humedales de importancia internacional (o "Sitios Ramsar") ascienden a 2538 humedales, alcanzando una superficie de casi 259 millones de ha protegidas.

## Acepciones e interpretaciones del término
En la literatura es posible encontrar principalmente dos acepciones para el término "Convenio Ramsar", ya sea en fuentes del tipo general o divulgativa, como también en las técnicas, académicas y normativas. La primera acepción hace relación al documento propiamente tal del Convenio (o tratado internacional multilateral). Y la segunda acepción se usa para referirse la Convención, como una instancia u organización internacional; vigente desde 1971 y activa hasta la fecha.

## Historia y desarrollo del Convenio Ramsar
El tratado se gestó durante el decenio de 1960 entre países, organizaciones intergubernamentales y organizaciones no gubernamentales. Entre estas dos últimas, destacan: UNESCO, FAO, la Unión Internacional para la Conservación de la Naturaleza y los Recursos Naturales (actual, Unión Internacional para la Conservación de la Naturaleza, UICN), el Buró Internacional para el Estudio de las Aves Acuáticas y los Humedales, IWRB (actual, Wetlands International) y el Consejo Internacional para la Preservación de las Aves, CIPA (actual, BirdLife International). Durante ocho años el texto de la Convención se fue negociando en una serie de reuniones internacionales (St. Andrews, 1963; Noordwijk, 1966; Leningrado, 1968; Morges, 1968; Viena, 1969; Moscú, 1969; Espoo, 1970), celebradas sobre todo bajo los auspicios del IWRB, las orientaciones del profesor. G.V.T. Matthews y la dirección del Gobierno de los Países Bajos.
En etapas iniciales la convención tenía puesto su foco en la conservación de las aves acuáticas, pero evolucionó a, la conservación de los hábitats de humedales (en vez de las especies).
Finalmente se concretó un encuentro internacional en la ciudad de Ramsar (Irán), situada a orillas del mar Caspio. En esta instancia el Convenio se firmó por 18 países asistentes, un martes 2 de febrero de 1971, y, entró en vigor el 21 de diciembre de 1975. Su depositario es la UNESCO, según mandata el Artículo 9 en su inciso 3°.
El Convenio Ramsar ha recibido dos actualizaciones, a través un protocolo y una enmienda; el de Paris, Francia en 1982, y luego, el de Regina, Canadá en 1987; se le conocen como el Protocolo de París y la Enmienda de Regina, respectivamente. Cada tres años los países miembros se reúnen para evaluar los progresos y compartir conocimientos y experiencias.
El año 2021, se conmemoraron cincuenta años (medio siglo) de la firma del Convenio.

## Alcance, impacto y relevancia del Convenio Ramsar

### Alcance y propósito
Entre los alcances y principales propósitos se pueden mencionar:
- Fue el primer tratado internacional multilateral en materia ambiental con alcance a un ecosistema específico, los humedales.
- Busca proteger y conservar los humedales, particularmente aquellos que albergan aves acuáticas.
- Promueve el uso racional de los humedales. Concepto que incluye los componentes de conservación y uso sostenible.
- Busca aportar en las políticas nacionales e internacionales, integrando el valor ecológico, económico y cultural de los humedales, para un desarrollo sostenible..
- Fomenta la cooperación internacional en temas transfronterizos relativos a humedales.

### Impacto y relevancia
La Convención ha contribuido significativamente en los ámbitos ambiental y socioeconómicos a:
- La conservación de la biodiversidad, al proteger hábitats vitales para especies amenazadas.
- El control de inundaciones y sequías, mediante la protección de humedales que regulan el flujo hídrico.
- La seguridad alimentaria y el sustento de comunidades locales, promoviendo prácticas sostenibles de pesca y agricultura.
- La mitigación del cambio climático, gracias a la capacidad de los humedales de almacenar carbono.

Los elementos mencionados precedentemente, se vinculan directamente con los Objetivos de Desarrollo Sostenible al 2030.

### Resultados alcanzados y sus métricas
Hasta abril del año 2025, habían 173 estados miembros (o países) que han adherido al Convenio. La lista de humedales de importancia internacional (o "Sitios Ramsar") ascienden a 2538 humedales, alcanzando una superficie de 257 989 648 ha protegidas. 
En el año 2011, 160 Estados miembros de todo el mundo se habían sumado a dicho acuerdo, protegiendo 1950 humedales, con una superficie total de 190 millones de hectáreas, designados para ser incluidos en la lista Ramsar de humedales de importancia internacional.
La lista Ramsar de humedales de importancia internacional, al año 2013 incluía más de 1900 lugares (sitios Ramsar) que representaban un área de 1 900 000 km². Al el año 2000 el número de sitios era 1021. El país con un mayor número de sitios es el Reino Unido con 169; la nación con la mayor área de humedales listados es Bolivia con más de 148 000 km², seguido de Canadá con más de 130 000 km², incluyendo el golfo de la Reina Maud con 62 800 km².

## Conceptos clave

### Misión de la Convención Ramsar
La misión de la Convención es «la conservación y el uso racional de los humedales mediante acciones locales y nacionales y gracias a la cooperación internacional, como contribución al logro de un desarrollo sostenible en todo el mundo».

### Concepto de «uso racional» en la Convención Ramsar
La filosofía de Ramsar gira en torno al concepto de «uso racional». Se define como el mantenimiento de sus características ecológicas, logrado mediante la implementación de enfoques por ecosistemas, dentro del contexto del desarrollo sostenible. Por consiguiente, la conservación de los humedales, y el uso sostenible de sus recursos; están en el centro del uso racional" para beneficio de la humanidad.

### Definición de «Humedal» en la Convención Ramsar
La Convención emplea una definición amplia de los tipos de humedales abarcados por esta misión. Incluye como humedales a: pantanos y marismas, lagos y ríos, pastizales húmedos y turberas, oasis, estuarios, deltas y bajos de marea, zonas marinas próximas a las costas, manglares y arrecifes de coral, así como sitios artificiales como estanques piscícolas, arrozales, embalses y salinas.

Según el Artículo 1.1 de la Convención de Ramsar, se entiende por humedal:
“las extensiones de marismas, pantanos y turberas, o superficies cubiertas de aguas, sean estas de régimen natural o artificial, permanentes o temporales, estancadas o corrientes, dulces, salobres o saladas, incluidas las extensiones de agua marina cuya profundidad en marea baja no exceda de seis metros”.
Además, el Artículo 2, de la Convención considera la siguente extensión del humedal
“Podrán comprender sus zonas ribereñas o costeras adyacentes, así como las islas o extensiones de agua marina de una profundidad superior a los seis metros en marea baja, cuando se encuentren dentro del humedal”.
Esta definición amplia permite abarcar una gran diversidad de ecosistemas acuáticos, tanto naturales como artificiales, y es clave para su protección bajo el marco del Convenio.

### Declaración de «Humedal de importancia internacional» o «Sitio Ramsar»
La Convención de Ramsar declara y protege los humedales de importancia internacional. A los humedales que acceden a esta categoría internacional de humedales protegidos, se les declara «Humedal de importancia internacional», o «Sitio Ramsar». Esta última es la denominación más común. Para que un humedal pueda acceder a esta categoría, debe ser declarado oficialmente por la Convención. Para acceder a al declaratoria, el humedal debe: 1) estar en un país que adhirió o ratificó la Convención y 2) cumplir con alguno de los nueve criterios establecidos. Existe una serie de procedimientos y normativas que se deben aplicar para alcanzar la declaratoria.

## Listado de Sitios Ramsar y SISR
Para información actualizada de los sitios Ramsar, así como por usabilidad de la aplicación web (base de datos abierta), se recomienda visitar el Servicio de Información sobre Sitios Ramsar SISR. 
A continuación se presenta una tabla con datos de sitios Ramsar por país. Se indica la cantidad de sitios, superficie total y el año de la declaratoria del primer humedal.
| N.º Área | Número | Fecha | Países signatarios              | Lista completa sitios por país          | Número de sitios | Área (ha)  | Año primer sitio |
| -------- | ------ | ----- | ------------------------------- | --------------------------------------- | ---------------- | ---------- | ---------------- |
| 097      | 101    | 088   | Albania                         | —                                       | 3                | 83 062     | 1995             |
| 038      | 019    | 011   | Alemania                        | Anexo:Sitios Ramsar en Alemania         | 34               | 868 226    | 1976             |
| 135      | 134    | 138   | Antigua y Barbuda               | —                                       | 1                | 3600       | 2005             |
| 021      | 008    | 036   | Argelia                         | Anexo:Sitios Ramsar en Argelia          | 50               | 2 991 013  | 1983             |
| 014      | 028    | 069   | Argentina                       | Anexo:Sitios Ramsar en la Argentina     | 21               | 5 382 521  | 1992             |
| 057      | 103    | 078   | Armenia                         | —                                       | 3                | 493 511    | 1993             |
| 008      | 004    | 001   | Australia                       | Anexo:Sitios Ramsar en Australia        | 65               | 7 510 177  | 1974             |
| 087      | 029    | 035   | Austria                         | Anexo:Sitios Ramsar en Austria          | 20               | 120 010    | 1982             |
| 091      | 113    | 116   | Azerbaiyán                      | —                                       | 2                | 99 560     | 2001             |
| 116      | 135    | 094   | Bahamas                         | —                                       | 1                | 32 600     | 1997             |
| 133      | 114    | 100   | Baréin                          | —                                       | 2                | 6810       | 1997             |
| 052      | 115    | 070   | Bangladés                       | —                                       | 2                | 611 200    | 1992             |
| 152      | 136    | 141   | Barbados                        | —                                       | 1                | 33         | 2005             |
| 109      | 056    | 040   | Bélgica                         | Anexo:Sitios Ramsar en Bélgica          | 9                | 42 938     | 1986             |
| 119      | 116    | 104   | Belice                          | —                                       | 2                | 23 592     | 1998             |
| 034      | 086    | 110   | Benín                           | —                                       | 4                | 1 179 354  | 2000             |
| 064      | 052    | 109   | Bielorrusia                     | —                                       | 9                | 370 956    | 1999             |
| 001      | 061    | 057   | Bolivia                         | Anexo:Sitios Ramsar en Bolivia          | 11               | 14 842 405 | 1990             |
| 103      | 099    | 119   | Bosnia y Herzegovina            | —                                       | 3                | 56 779     | 2001             |
| 013      | 132    | 093   | Botsuana                        | —                                       | 1                | 5 537 400  | 1996             |
| 011      | 049    | 072*  | Brasil                          | Anexo:Sitios Ramsar en Brasil           | 11               | 6 568 359  | 1993             |
| 114      | 050    | 008   | Bulgaria                        | Anexo:Sitios Ramsar en Bulgaria         | 11               | 35 273     | 1975             |
| 049      | 034    | 058   | Burkina Faso                    | Anexo:Sitios Ramsar en Burkina Faso     | 15               | 652 502    | 1990             |
| 140      | 137    | 123   | Burundi                         | —                                       | 1                | 1000       | 2002             |
| ?        | 108    | 139   | Cabo Verde                      | —                                       | 3                | ?          | 2005             |
| 106      | 109    | 108   | Camboya                         | —                                       | 3                | 54 600     | 1999             |
| 045      | 080    | 142   | Camerún                         | —                                       | 5                | 784 115    | 2006             |
| 002      | 016    | 030   | Canadá                          | Anexo:Sitios Ramsar en Canadá           | 37               | 13 066 675 | 1981             |
| 002      | 077    | 054   | Chad                            | —                                       | 5                | 12 405 068 | 1990             |
| 065      | 044    | 031   | Chile                           | Anexo:Sitios Ramsar en Chile            | 12               | 358 989    | 1981             |
| 019      | 012    | 067   | China                           | Anexo:Sitios Ramsar en China            | 41               | 3 709 853  | 1992             |
| 138      | 138    | 117   | Chipre                          | —                                       | 1                | 1107       | 2001             |
| 058      | 081    | 104** | Colombia                        | —                                       | 11               | 458 525    | 1998             |
| 125      | 110    | 082   | Comoros                         | —                                       | 3                | 16 030     | 1995             |
| 004      | 064    | 104*  | Congo                           | —                                       | 7                | 8 454 259  | 1998             |
| 086      | 070    | 090   | Costa de Marfil                 | —                                       | 6                | 127 344    | 1996             |
| 054      | 043    | 065   | Costa Rica                      | Anexo:Sitios Ramsar en Costa Rica       | 12               | 569 742    | 1991             |
| 096      | 087    | 073   | Croacia                         | —                                       | 4                | 86 579     | 1993             |
| 033      | 072    | 115   | Cuba                            | Anexo:Sitios Ramsar en Cuba             | 6                | 1 188 411  | 2001             |
| 024      | 013    | 021   | Dinamarca                       | Anexo:Sitios Ramsar en Dinamarca        | 39               | 2 296 823  | 1977             |
| 075      | 036    | 060   | Ecuador                         | Anexo:Sitios Ramsar en Ecuador          | 18               | 286 651    | 1990             |
| 088      | 117    | 048   | Egipto                          |                                         | 2                | 105 700    | 1988             |
| 122      | 067    | 106   | El Salvador                     | Categoría:Sitios Ramsar en El Salvador  | 7                | 19 296     | 1998             |
| 128      | 133    | 145   | Emiratos Árabes Unidos          | —                                       | 2                | 13 020     | 2007             |
| 110      | 035    | 076   | Eslovaquia                      | Anexo:Sitios Ramsar en Eslovaquia       | 14               | 40 697     | 1993             |
| 131      | 097    | 074   | Eslovenia                       | —                                       | 3                | 8205       | 1993             |
| 067      | 003    | 033   | España                          | Anexo:Sitios Ramsar en España           | 68               | 285 185    | 1981             |
| 026      | 021    | 043   | Estados Unidos                  | Anexo:Sitios Ramsar en Estados Unidos   | 30               | 1 646 745  | 1987             |
| 071      | 032    | 014   | Estonia                         | Anexo:Sitios Ramsar en Estonia          | 16               | 262 998    | 1976             |
| 141      | 139    | 143   | Fiyi                            | —                                       | 1                | 615        | 2006             |
| 084      | 085    | 080   | Filipinas                       | —                                       | 4                | 132 032    | 1994             |
| 043      | 010    | 002   | Finlandia                       | Anexo:Sitios Ramsar en Finlandia        | 49               | 799 518    | 1974             |
| 020      | 014    | 041*  | Francia                         | Anexo:Sitios Ramsar en Francia          | 38               | 3 289 306  | 1986             |
| 023      | 058    | 042   | Gabón                           | —                                       | 9                | 2 818 469  | 1986             |
| 118      | 098    | 091   | Gambia                          | —                                       | 3                | 31 244     | 1996             |
| 136      | 123    | 095   | Georgia                         | —                                       | 2                | 3448       | 1997             |
| 123      | 069    | 046   | Ghana                           | —                                       | 6                | 17 841     | 1988             |
| 078      | 051    | 007   | Grecia                          | Anexo:Sitios Ramsar en Grecia           | 10               | 163 501    | 1975             |
| 051      | 065    | 056   | Guatemala                       | Anexo:Sitios Ramsar en Guatemala        | 7                | 628 592    | 1990             |
| 012      | 033    | 071   | Guinea                          | Anexo:Sitios Ramsar en Guinea           | 16               | 6 422 361  | 1992             |
| 082      | 096    | 129   | Guinea Ecuatorial               | —                                       | 3                | 136 000    | 2003             |
| 111      | 140    | 052   | Guinea-Bissau                   | —                                       | 1                | 39 098     | 1990             |
| 074      | 068    | 077   | Honduras                        | Anexo:Sitios Ramsar en Honduras         | 6                | 223 320    | 1993             |
| 072      | 022    | 024   | Hungría                         | Anexo:Sitios Ramsar en Hungría          | 29               | 244 913    | 1979             |
| 047      | 024    | 032   | India                           | Anexo:Sitios Ramsar en India            | 25               | 677 131    | 1981             |
| 037      | 066    | 068   | Indonesia                       | —                                       | 6                | 964 690    | 1992             |
| 027      | 025    | 006   | Irán                            | Anexo:Sitios Ramsar en Irán             | 24               | 1 486 438  | 1975             |
| 081      | 141    | 145*  | Irak                            | —                                       | 1                | 137 700    | 2007             |
| 099      | 011    | 038   | Irlanda                         | Anexo:Sitios Ramsar en Irlanda          | 45               | 66 994     | 1984             |
| 102      | 095    | 023   | Islandia                        | —                                       | 3                | 58 970     | 1977             |
| 098      | 142    | 131   | Islas Marshall                  | —                                       | 1                | 69 000     | 2004             |
| 145      | 122    | 091*  | Israel                          | —                                       | 2                | 366        | 1996             |
| 101      | 005    | 018   | Italia                          | Anexo:Sitios Ramsar en Italia           | 52               | 60 223     | 1976             |
| 112      | 102    | 099   | Jamaica                         | —                                       | 3                | 37 765     | 1997             |
| 85       | 015    | 026   | Japón                           | Anexo:Sitios Ramsar en Japón            | 37               | 130 027    | 1980             |
| 132      | 143    | 019   | Jordania                        | —                                       | 1                | 7372       | 1976             |
| 022      | 055    | 015   | Kazajistán                      | —                                       | 9                | 2 951 398  | 1976             |
| 089      | 076    | 053   | Kenia                           | —                                       | 5                | 101 849    | 1990             |
| 137      | 121    | 149   | Laos                            | —                                       | 2                | 1476       | 2010             |
| 143      | 144    | 130   | Lesoto                          | —                                       | 1                | 434        | 2004             |
| 079      | 073    | 086   | Letonia                         | —                                       | 6                | 148 718    | 1995             |
| 139      | 089    | 107   | Líbano                          | —                                       | 4                | 1075       | 1999             |
| 092      | 078    | 128   | Liberia                         | —                                       | 5                | 95 879     | 2003             |
| 151      | 120    | 110*  | Libia                           | —                                       | 2                | 83         | 2000             |
| 149      | 145    | 063   | Liechtenstein                   | —                                       | 1                | 101        | 1991             |
| 100      | 063    | 079   | Lituania                        | —                                       | 7                | 65 581     | 1993             |
| 146      | 118    | 103   | Luxemburgo                      | —                                       | 2                | 313        | 1998             |
| 120      | 124    | 083   | Macedonia del Norte             | —                                       | 2                | 21 616     | 1995             |
| 035      | 062    | 106   | Madagascar                      | —                                       | 7                | 1 146 066  | 1998             |
| 083      | 071    | 127   | Malasia                         | —                                       | 6                | 134 158    | 2003             |
| 073      | 147    | 092   | Malaui                          | —                                       | 1                | 224 800    | 1996             |
| 017      | 146    | 044   | Malí                            | —                                       | 1                | 4 119 500  | 1987             |
| 155      | 125    | 050   | Malta                           | —                                       | 2                | 16         | 1988             |
| 068      | 026    | 027   | Marruecos                       | Anexo:Sitios Ramsar en Marruecos        | 24               | 272 010    | 1980             |
| 144      | 100    | 118   | Mauricio                        | —                                       | 3                | 401        | 2001             |
| 031      | 090    | 034   | Mauritania                      | —                                       | 4                | 1 240 600  | 1982             |
| 005      | 002    | 041   | México                          | Anexo:Sitios Ramsar en México           | 141              | 8 376 271  | 1986             |
| 093      | 111    | 112   | Moldavia                        | —                                       | 3                | 94 705     | 2000             |
| 153      | 159    | 098   | Mónaco                          | —                                       | 1                | 23         | 1997             |
| 028      | 045    | 101   | Mongolia                        | Anexo:Sitios Ramsar en Mongolia         | 11               | 1 439 530  | 1997             |
| 121      | 148    | 132   | Montenegro                      | —                                       | 1                | 20 000     | 2004             |
| 025      | 126    | 131*  | Mozambique                      | —                                       | 2                | 2 051 700  | 2004             |
| 147      | 149    | 135   | Birmania                        | —                                       | 1                | 256        | 2004             |
| 050      | 088    | 087   | Namibia                         | —                                       | 4                | 629 600    | 1995             |
| 115      | 054    | 045   | Nepal                           | —                                       | 9                | 34 455     | 1987             |
| 061      | 057    | 097   | Nicaragua                       | —                                       | 9                | 406 852    | 1997             |
| 016      | 042    | 043   | Níger                           | Anexo:Sitios Ramsar en Níger            | 12               | 4 317 589  | 1987             |
| 036      | 048    | 113   | Nigeria                         | Anexo:Sitios Ramsar en Nigeria          | 11               | 1 076 728  | 2000             |
| 039      | 007    | 003   | Noruega                         | Anexo:Sitios Ramsar en Noruega          | 51               | 838 127    | 1974             |
| 104      | 075    | 013   | Nueva Zelanda                   | —                                       | 6                | 55 512     | 1976             |
| 042      | 009    | 025   | Países Bajos                    | Anexo:Sitios Ramsar en los Países Bajos | 49               | 818 908    | 1980             |
| 029      | 030    | 012   | Pakistán                        | Anexo:Sitios Ramsar en Pakistán         | 19               | 1 343 627  | 1976             |
| 142      | 150    | 125   | Palaos                          | —                                       | 1                | 493        | 2002             |
| 076      | 079    | 061   | Panamá                          | —                                       | 5                | 183 992    | 1990             |
| 053      | 127    | 075   | Papúa Nueva Guinea              | —                                       | 2                | 594 924    | 1993             |
| 044      | 074    | 084   | Paraguay                        | —                                       | 6                | 785 970    | 1995             |
| 010      | 037    | 066   | Perú                            | Anexo:Sitios Ramsar en el Perú          | 13               | 6 784 042  | 1992             |
| 080      | 039    | 022   | Polonia                         | Anexo:Sitios Ramsar en Polonia          | 13               | 145 075    | 1977             |
| 095      | 023    | 028   | Portugal                        | Anexo:Sitios Ramsar en Portugal         | 28               | 86 581     | 1980             |
| 030      | 001    | 009   | Reino Unido                     | Anexo:Sitios Ramsar en el Reino Unido   | 168              | 1 274 323  | 1976             |
| 062      | 128    | 148   | República Centroafricana        | —                                       | 2                | 376 300    | 2009             |
| 105      | 041    | 059   | República Checa                 | Anexo:Sitios Ramsar en República Checa  | 12               | 54 681     | 1990             |
| 124      | 031    | 096   | República de Corea              | Anexo:Sitios Ramsar en Corea del Sur    | 17               | 17 677     | 1997             |
| 009      | 105    | 089   | República Democrática del Congo | —                                       | 3                | 7 435 624  | 1996             |
| 148      | 129    | 123   | República Dominicana            | —                                       | 2                | 246        | 2002             |
| 048      | 106    | 124   | Kirguistán                      | —                                       | 3                | 676 569    | 2002             |
| 040      | 059    | 062   | Rumania                         | —                                       | 8                | 824 897    | 1991             |
| 003      | 017    | 016   | Rusia                           | Anexo:Sitios Ramsar en Rusia            | 35               | 10 323 767 | 1976             |
| ?        | 153    | 140   | Ruanda                          | —                                       | 1                | ?          | 2005             |
| ?        | 152    | 134   | Samoa                           | —                                       | 1                | ?          | 2004             |
| 150      | 130    | 122   | Santa Lucía                     | —                                       | 2                | 85         | 2002             |
| 154      | 151    | 144   | Santo Tomé y Príncipe           | —                                       | 1                | 23         | 2006             |
| 090      | 091    | 020   | Senegal                         | —                                       | 4                | 99 720     | 1977             |
| 107      | 053    | 144*  | Serbia                          | —                                       | 9                | 53 714     | 2006             |
| 108      | 104    | 136   | Seychelles                      | —                                       | 3                | 44 022     | 2004             |
| 066      | 154    | 109   | Sierra Leona                    | —                                       | 1                | 295 000    | 1999             |
| 130      | 155    | 102   | Siria                           | —                                       | 1                | 10 000     | 1998             |
| 117      | 082    | 055   | Sri Lanka                       | —                                       | 5                | 32 372     | 1990             |
| 055      | 027    | 005   | Sudáfrica                       | Anexo:Sitios Ramsar en Sudáfrica        | 20               | 553 178    | 1975             |
| 006      | 094    | 137   | Sudán                           | —                                       | 4                | 8 189 600  | 2005             |
| 056      | 006    | 004   | Suecia                          | Anexo:Sitios Ramsar en Suecia           | 51               | 514 675    | 1974             |
| 127      | 047    | 010   | Suiza                           | Anexo:Sitios Ramsar en Suiza            | 11               | 14 688     | 1976             |
| 129      | 156    | 039   | Surinam                         | —                                       | 1                | 12 000     | 1984             |
| 063      | 046    | 105   | Tailandia                       | Anexo:Sitios Ramsar en Tailandia        | 11               | 372 800    | 1998             |
| 015      | 093    | 111   | Tanzania                        | —                                       | 4                | 4 868 424  | 2000             |
| 094      | 083    | 118   | Tayikistán                      | —                                       | 5                | 94 600     | 2001             |
| 032      | 092    | 085   | Togo                            | —                                       | 4                | 1 210 400  | 1995             |
| 126      | 107    | 072   | Trinidad y Tobago               | —                                       | 3                | 15 919     | 1992             |
| 041      | 018    | 029   | Túnez                           | Anexo:Sitios Ramsar en Túnez            | 35               | 821 099    | 1980             |
| 069      | 157    | 147   | Turkmenistán                    | —                                       | 1                | 267 124    | 2009             |
| 077      | 038    | 081   | Turquía                         | Anexo:Sitios Ramsar en Turquía          | 13               | 179 898    | 1994             |
| 046      | 020    | 017   | Ucrania                         | Anexo:Sitios Ramsar en Ucrania          | 33               | 744 651    | 1976             |
| 059      | 040    | 047   | Uganda                          | Anexo:Sitios Ramsar en Uganda           | 12               | 454 303    | 1988             |
| 060      | 119    | 037   | Uruguay                         | —                                       | 2                | 424 904    | 1984             |
| 134      | 131    | 121   | Uzbekistán                      | —                                       | 2                | 5584       | 2001             |
| 070      | 084    | 051   | Venezuela                       | Anexo:Sitios Ramsar en Venezuela        | 5                | 263 636    | 1988             |
| 113      | 112    | 049   | Vietnam                         | —                                       | 3                | 35 807     | 1988             |
| ?        | 158    | 146   | Yemen                           | —                                       | 1                | ?          | 2007             |
| 156      | 160    | 126   | Yibuti                          | —                                       | 1                | 3          | 2003             |
| 018      | 060    | 064   | Zambia                          | —                                       | 8                | 4 030 500  | 1991             |

## Convenio Ramsar y los Objetivos de Desarrollo Sostenible
Relación del Convenio Ramsar con los Objetivos de Desarrollo Sostenible al 2030.

## Sitios Ramsar
Un sitio Ramsar es un humedal declarado de importancia internacional. Esta categoría, se otorga a través del Convenio de Ramsar, un tratado intergubernamental sobre la conservación de los humedales.
La Convención de Ramsar, o «Convención sobre Humedales», fue establecida en 1971 por la UNESCO y entró en vigor en 1975. Proporciona la base para la acción nacional y cooperación internacional con respecto a la conservación de humedales y el uso racional y sostenible de sus recursos.
La Convención de Ramsar identifica humedales de importancia internacional, especialmente aquellos que proporcionan hábitat para aves acuáticas. Estos sitios cumplen funciones clave para la biodiversidad, el equilibrio ecológico y el bienestar humano.   